# Померанцев, Александр Никанорович
Алекса́ндр Никано́рович Помера́нцев (30 декабря 1849, Москва — 27 октября 1918, Петроград) — русский архитектор, мастер последнего этапа эклектики в московском и петербургском зодчестве, просветитель, новатор в использовании современных[каких?] строительных материалов и технологий. Академик (с 1887), профессор (с 1892) и действительный член (с 1893; по новому уставу) Императорской Академии художеств, преподаватель Высшего художественного училища (с 1894; ректор в 1899–1900), тайный советник.

## Биография
В 1874 году закончил Московское училище живописи, ваяния и зодчества с малой серебряной медалью, после чего поступил на архитектурное отделение Императорской Академии художеств в Петербурге. Окончил Академию художеств в 1877 году с большой золотой медалью за проект «Вокзал в парке вблизи столицы». В 1878—1883 годах находился в пенсионерской поездке за границей, в ходе которой посетил Италию, Францию и Швейцарию. Во время поездки за границу выполнил обмеры росписи Палатинской капеллы, за что в 1887 году по возвращении в Россию получил звание академика архитектуры.
В 1882 году болгарский князь Александр I Баттенберг заказал Померанцеву проект Собора Святого Александра Невского в Софии (проект храма-памятника был осуществлён лишь в 1897—1912 гг.).
В 1888 году был назначен штатным адъюнкт-профессором при архитектурном классе Академии художеств. В конце 1880-х — начале 1890-х годов служил преподавателем в Училище изящных искусств А. О. Гунста. С 1892 — профессор архитектуры, с 1893 — действительный член преобразованной Академии художеств, в 1899–1900 — ректор Высшего художественного училища. С 1890 года состоял членом Московского археологического общества. С 1899 года параллельно преподавал в МУЖВЗ, приезжая в Москву на консультации студентов и экзамены. Помощником Померанцева работал архитектор П. П. Щекотов.

## Работы
Первая работа Померанцева — деревянная церковь в с. Федоскино Московской области.
В 1895—1896 годах Померанцев — главный архитектор Всероссийской выставки 1896 года в Нижнем Новгороде. Им выполнены генплан выставки и проекты основных павильонов (Главный, Среднеазиатский, Машинный, Искусств). Большинство его проектов использовали новаторские для 1890-х годов металлические каркасы производства Петербургского металлического завода, за исключением павильона Искусств — традиционной купольной конструкции в стиле поздней эклектики.
Наиболее известным из сооружений архитектора Померанцева стали Верхние торговые ряды (позже — ГУМ), построенные в Москве в 1889—1893 годах — проект, победивший в открытом конкурсе и дополнивший ансамбль зданий в русском стиле близ Красной площади (Исторический музей, Городская дума, Средние и Заиконоспасские торговые ряды). Проект перекрытий Верхних торговых рядов разработал В. Г. Шухов.
В 1894 году по проекту Померанцева и на деньги мецената Юрия Нечаева-Мальцова в селе Берёзовка Данковского района Липецкой области была построена двухпрестольная церковь вмч. Дмитрия Солунского и Покрова Пресвятой Богородицы. Она является ярким воплощением эклектического направления. Снаружи церковь обложена белым тёсаным резным венёвским камнем. Внутри церкви — колонны в мавританском стиле, роспись по рисункам Васнецова, мозаика мастера В. А. Фролова. Церковь была освящена 17 августа 1891 года преосвященным Мелетием, архиепископом Рязанским. Церковь до сих пор существует.
Эклектика — основа творчества Померанцева: с одной стороны — композиционная пышность при обилии и измельчённости декора, с другой — грандиозность и размах, разработка новых конструкций и новых типов зданий, тяготение к большим размерам и крупным масштабам, с третьей — великолепное знание классических и национальных русских приёмов. Однако именно Померанцев осуществил в Москве один из крупнейших проектов в стиле модерн — строительство комплекса сооружений Малого кольца Московской окружной железной дороги (1898—1908). Померанцев заведовал художественной частью этого проекта, сотрудничая с инженерами Л. Д. Проскуряковым и П. И. Рашевским.
По проекту Померанцева на Миусской площади в Москве с 1911 года велось строительство грандиозного (на 4 тыс. человек) девятиглавого храма Александра Невского в ознаменование освобождения крестьян 1861 года. В 1915 году был освящён первый придел; до октября 1917 года собор не был завершён и впоследствии был уничтожен в 1952 году. А. Н. Померанцев выполнил также архитектурную часть памятника Александру III близ храма Христа Спасителя (установлен в 1912, снесён в 1918 году). Всего Померанцев спроектировал четыре собора в память Александра Невского — в Москве, Петербурге, Челябинске и Софии.
В начале XX века в Кырджали по проекту Померанцева построено медресе (используется как музей).

## Постройки А. Н. Померанцева
- Деревянная Никольская церковь (1875—1877, с. Федоскино Мытищинского района Московской области[сн 1];

- Доходный и торговый дом «С. Генч-Оглуев и И. Шапошников» (1883, Ростов-на-Дону, Большая Садовая улица, 68/40)[9];
- Гостиница «Московская», при участии архитектора Н. Н. Дурбаха (1885—1887, Ростов-на-Дону, Большая Садовая улица, 62)[9][10];
- Дума и Городской дом (1895—1896, Ростов-на-Дону, Большая Садовая улица, 47)[9][11];
- Верхние Торговые Ряды, при участии инженера А. Ф. Лолейта (1889—1893, Москва, Красная площадь, 3);
- Общий архитектурно-планировочный замысел выставки; Главный, Среднеазиатский, Царский павильоны, павильон Машин, павильон Искусств на Всероссийской выставке (1893—1895, Нижний Новгород), один из деревянных павильонов сохранился — в 1896 году куплен Кулебакским горным заводом, до революции использовался как Народный дом, в Советское время как клуб, в настоящее время — музей истории завода;
- Особняк Н. В. Спиридонова (1895—1896, Санкт-Петербург, Фурштатская улица, 58);
- Собор Святого Александра Невского (1897, 1904—1912, София, площадь Александра Невского);
- Церковь Рождества Пресвятой Богородицы (1893—1895, Ванадзор);
- Здание Синодального училищного совета и школы с церковью Святого Александра Невского (1898—1900, Санкт-Петербург, улица Правды, 13, с 1918 года — Высший институт фотографии и фототехники);
- Народный дом императора Николая II, совместно с архитектором Г. И. Люцедарским (1899—1901, Санкт-Петербург, Александровский парк, 4, левая часть);
- Памятник императору Александру III, совместно со скульптором А. М. Опекушиным (1900, 1912—1913, подиум Храма Христа Спасителя), не сохранился;
- Александро-Невский собор, совместно с В. М. Васнецовым; роспись купола — архитектор И. В. Рыльский (1900—1917, Москва, Миусская площадь), разобран в 1952 году;
- Перестройка здания мастерской скульптора А. М. Опекушина (1901, Санкт-Петербург, улица Профессора Попова, 24, правая часть);
- Ансамбль административных, жилых, технических и производственных построек Московской окружной железной дороги (1902—1908, Москва), сохранились частично: Андреевский и Краснолужский мосты реконструированы в 1954—1956 годах; Андреевский мост в 1999 году передвинут вниз по течению реки и перестроен;
- Церковь Александра Невского (1907, Челябинск, Алое Поле, 1).

## Ученики
- Бардт, Траугот Яковлевич
- Башкиров, Василий Николаевич
- Вайтенс, Андрей Петрович
- Верховской, Роман Николаевич
- Галецкий, Александр Антонович
- Гринберг, Александр Зиновьевич
- Лангбард, Иосиф Григорьевич
- Серафимов, Сергей Саввич
- Сивков, Александр Владимирович
- Чернышёв, Леонид Александрович
- Яковлев, Александр Александрович

### Сноски
1. ↑  Здесь и далее проекты и постройки даны по М. В. Нащокиной[8], с необходимыми дополнениями и уточнениями.